# Groot-Brittannië op de Olympische Winterspelen 1988
Tijdens de Olympische Winterspelen van 1988, die in Calgary (Canada) werden gehouden, nam Groot-Brittannië voor de vijftiende keer deel.

## Deelnemers en resultaten

### Alpineskiën
| Olympiër        | Discipline       | Resultaat | Prestatie                                                                                |
| --------------- | ---------------- | --------- | ---------------------------------------------------------------------------------------- |
| Graham Bell     | afdaling (m)     | 23e       | 2.04,56 (+4,93)                                                                          |
| Graham Bell     | super g (m)      | 35e       | 1.48,98 (+9,32)                                                                          |
| Graham Bell     | reuzenslalom (m) | dnf-1     | opgave run 1                                                                             |
| Graham Bell     | combinatie (m)   | dq-s1     | diskwalificatie slalom run 1 afdaling: 1.50,25                                           |
| Martin Bell     | afdaling (m)     | 8e        | 2.02,49 (+2,86)                                                                          |
| Martin Bell     | super g (m)      | 34e       | 1.48,82 (+9,16)                                                                          |
| Martin Bell     | reuzenslalom (m) | 41e       | 2.22,36 (+15,99) 1.12,64+1.09,72                                                         |
| Martin Bell     | combinatie (m)   | 26e       | 422,79 (+386,24) afdaling: 29,14 p. (1.49,54) slalom: 393,65 p. (2.14,83: 1.24,34+50,49) |
| Ronald Duncan   | afdaling (m)     | 37e       | 2.07,88 (+8,25)                                                                          |
| Ronald Duncan   | combinatie (m)   | dns-s1    | niet gestart slalom run 1 afdaling: 1.53,40                                              |
| Robbie Hourmont | reuzenslalom (m) | dnf-2     | opgave run 2 1.13,54+dnf                                                                 |
| Robbie Hourmont | slalom (m)       | 21e       | 1.51,59 (+12,12) 58,21+53,38                                                             |
| Morgan Jones    | reuzenslalom (m) | dnf-1     | opgave run 1                                                                             |
| Morgan Jones    | slalom (m)       | dnf-1     | opgave run 1                                                                             |
| Nigel Smith     | super g (m)      | 29e       | 1.47,15 (+7,49)                                                                          |
|                 |                  |           |                                                                                          |
| Lesley Beck     | reuzenslalom (v) | dnf-1     | opgave run 1                                                                             |
| Lesley Beck     | slalom (v)       | dnf-2     | opgave run 2 51,70+dnf                                                                   |
| Clare Booth     | afdaling (v)     | 25e       | 1.32,50 (+6,64)                                                                          |
| Clare Booth     | super g (v)      | 35e       | 1.26,27 (+7,24)                                                                          |
| Clare Booth     | combinatie (v)   | dnf-s1    | opgave slalom run 1 afdaling: 1.20,58                                                    |
| Kirstin Cairns  | slalom (v)       | dnf-1     | opgave run 1                                                                             |
| Ingrid Grant    | reuzenslalom (v) | dnf-2     | opgave run 2 1.06,52+dnf                                                                 |
| Sarah Lewis     | reuzenslalom (v) | dnf-1     | opgave run 1                                                                             |
| Sarah Lewis     | slalom (v)       | dnf-1     | opgave run 1                                                                             |
| Wendy Lumby     | afdaling (v)     | 22e       | 1.29,76 (+3,90)                                                                          |
| Wendy Lumby     | super g (v)      | 31e       | 1.24,36 (+5,33)                                                                          |
| Wendy Lumby     | reuzenslalom (v) | dq-1      | diskwalificatie run 1                                                                    |
| Wendy Lumby     | combinatie (v)   | 19e       | 138,06 (+108,81) afdaling: 52,47 p. (1.19,86) slalom: 85,59 p. (1.31,02: 44,59+46,43)    |

### Biatlon
| Olympiër                                            | Discipline             | Resultaat | Prestatie |
| --------------------------------------------------- | ---------------------- | --------- | --- |
| Carl Davies                                         | 10 km (m)              | 45e       | 28.12,1 (+3.04,0) pen.: 2 (1 + 1)                                                                                           |
| Carl Davies                                         | 20 km (m)              | 28e       | 1:01.54,1 (+5.20,8) pen.: 3 (0 + 2 + 0 + 1)                                                                                 |
| Mike Dixon                                          | 10 km (m)              | 21e       | 26.53,3 (+1.45,2) pen.: 0 (0 + 0)                                                                                           |
| Mike Dixon                                          | 20 km (m)              | 13e       | 59.32,4 (+2.59,1) pen.: 2 (1 + 0 + 0 + 1)                                                                                   |
| Trevor King                                         | 10 km (m)              | 61e       | 30.00,5 (+4.52,4) pen.: 5 (3 + 2)                                                                                           |
| Trevor King                                         | 20 km (m)              | 47e       | 1:04.37,9 (+8.04,6) pen.: 6 (2 + 1 + 1 + 2)                                                                                 |
| Mark Langin                                         | 10 km (m)              | 60e       | 29.52,1 (+4.44,0) pen.: 5 (3 + 2)                                                                                           |
| Mark Langin                                         | 20 km (m)              | 53e       | 1:05.50,3 (+9.17,0) pen.: 4 (0 + 1 + 1 + 2)                                                                                 |
| Team Mike Dixon Mark Langin Carl Davies Trevor King | 4x7,5 km estafette (m) | 13e       | 1:31.44,1 (+9.14,1) pen.: 5 21.35,6 pen.: 0 (0 + 0) 21.55,0 pen.: 0 (0 + 0) 23.31,5 pen.: 1 (0 + 1) 24.42,0 pen.: 4 (0 + 4) |

### Bobsleeën
| Olympiër                                                    | Discipline                        | Resultaat | Prestatie                                           |
| ----------------------------------------------------------- | --------------------------------- | --------- | --------------------------------------------------- |
| Tom De La Hunty Alec Leonce                                 | 2-mansbob (m) Groot-Brittannië I  | 12e       | 3.58,01 (+4,53) (57,83 / 59,77 / 1.00,91 / 59,50)   |
| Mark Tout David Armstrong                                   | 2-mansbob (m) Groot-Brittannië II | 18e       | 3.59,39 (+5,91) (58,10 / 1.00,31 / 1.01,11 / 59,87) |
| Mark Tout David Armstrong Lenny Paul Audley Richards        | 4-mansbob (m) Groot-Brittannië I  | 12e       | 3.49,90 (+2,39) (57,22 / 58,26 / 56,86 / 57,56)     |
| Tom De La Hunty Colin Rattigan George Robertson Alec Leonce | 4-mansbob (m) Groot-Brittannië II | 17e       | 3.51,27 (+3,76) (57,81 / 58,13 / 56,74 / 58,59)     |

### Kunstrijden
| Olympiër                   | Discipline | Resultaat | Prestatie                                                        |
| -------------------------- | ---------- | --------- | ---------------------------------------------------------------- |
| Paul Robinson              | mannen     | 18e       | 36,0 punten (verpl. figuren: 16 - korte kür: 21 - lange kür: 18) |
| Joanne Conway              | vrouwen    | 12e       | 28,0 punten (verpl. figuren: 8 - korte kür: 18 - lange kür: 16)  |
| Gina Fulton                | vrouwen    | 23e       | 47,0 punten (verpl. figuren: 24 - korte kür: 24 - lange kür: 23) |
| Cheryl Peake Andrew Naylor | paarrijden | 12e       | 16,8 punten (korte kür: 12 - lange kür: 12)                      |
| Lisa Cushley Neil Cushley  | paarrijden | 13e       | 18,6 punten (korte kür: 14 - lange kür: 13)                      |
| Sharon Jones Paul Askham   | ijsdansen  | 13e       | 26,0 punten (verpl. dans: 13 - org. dans: 13 - vrije dans: 13)   |

### Langlaufen
| Olympiër                                                      | Discipline            | Resultaat | Prestatie                                            |
| ------------------------------------------------------------- | --------------------- | --------- | ---------------------------------------------------- |
| Ron Howden                                                    | 15 km klassiek (m)    | 73e       | 50.47,4 (+9.28,5)                                    |
| Ewan McKenzie                                                 | 30 km klassiek (m)    | 67e       | 1:40.06,7 (+15.40,4)                                 |
| Ewan McKenzie                                                 | 50 km vrije stijl (m) | 55e       | 2:24.58,2 (+20.27,3)                                 |
| John Spotswood                                                | 15 km klassiek (m)    | 38e       | 45.47,3 (+4.28,4)                                    |
| John Spotswood                                                | 30 km klassiek (m)    | 54e       | 1:36.42,7 (+12.16,4)                                 |
| Martin Watkins                                                | 15 km klassiek (m)    | 65e       | 49.16,6 (+7.57,7)                                    |
| Martin Watkins                                                | 30 km klassiek (m)    | 61e       | 1:38.30,3 (+14.04,0)                                 |
| Martin Watkins                                                | 50 km vrije stijl (m) | 54e       | 2:24.48,3 (+20.17,4)                                 |
| Patrick Winterton                                             | 15 km klassiek (m)    | 60e       | 48.36,0 (+7.17,1)                                    |
| Patrick Winterton                                             | 30 km klassiek (m)    | 66e       | 1:39.57,6 (+15.31,3)                                 |
| Team John Spotswood Ewan McKenzie Martin Watkins Andrew Wylie | 4x10 km estafette (m) | 16e       | 1:59.39,3 (+15.40,7) 30.25,2 30.05,9 29.31,0 29.37,2 |
|                                                               |                       |           |                                                      |
| Louise McKenzie                                               | 5 km klassiek (v)     | 52e       | 18.41,8 (+3.37,8)                                    |
| Louise McKenzie                                               | 10 km klassiek (v)    | 49e       | 36.58,7 (+6.50,4)                                    |
| Louise McKenzie                                               | 20 km vrije stijl (v) | 52e       | 1:11.07,3 (+15.13,7)                                 |
| Jean Watson                                                   | 5 km klassiek (v)     | 53e       | 18.54,1 (+3.50,1)                                    |
| Jean Watson                                                   | 10 km klassiek (v)    | 50e       | 37.54,0 (+7.45,7)                                    |

### Rodelen
| Olympiër                   | Discipline | Resultaat | Prestatie                                             |
| -------------------------- | ---------- | --------- | ----------------------------------------------------- |
| Macleod Nicol              | mannen     | 22e       | 3.10,957 (+5,409) (47,701 / 47,679 / 47,569 / 48,008) |
| Nick Ovett                 | mannen     | 28e       | 3.13,308 (+7,760) (48,181 / 48,163 / 48,518 / 48,446) |
| Stephen Brialey            | mannen     | 30e       | 3.13,621 (+8,073) (49,689 / 48,687 / 47,568 / 47,677) |
| Alyson Wreford             | vrouwen    | 20e       | 3.13,730 (+9,757) (49,888 / 48,247 / 47,869 / 47,726) |
| Stephen Brialey Nick Ovett | dubbel     | 15e       | 1.34,676 (+2,736) (46,912 / 47,764)                   |

### Schaatsen
| Olympiër       | Discipline   | Resultaat | Prestatie           |
| -------------- | ------------ | --------- | ------------------- |
| Julian Green   | 1000 m (m)   | 36e       | 1.57,30 (+44,27)    |
| Julian Green   | 1500 m (m)   | 37e       | 1.59,41 (+7,35)     |
| Julian Green   | 5000 m (m)   | 37e       | 7.13,20 (+28,57)    |
| Julian Green   | 10.000 m (m) | 30e       | 14.59,53 (+1.11,33) |
| Craig McNicoll | 1000 m (m)   | 34e       | 1.18,60 (+5,57)     |
| Craig McNicoll | 1500 m (m)   | 38e       | 2.01,89 (+9,83)     |
| Craig McNicoll | 5000 m (m)   | 38e       | 7.34,14 (+49,51)    |

### Schansspringen
| Olympiër      | Discipline                     | Resultaat | Prestatie                                       |
| ------------- | ------------------------------ | --------- | ----------------------------------------------- |
| Eddie Edwards | normale schans individueel (m) | 58e       | 69,2 punten 34,1 p. (55,0 m) + 35,1 p. (55,0 m) |
| Eddie Edwards | grote schans individueel (m)   | 55e       | 57,5 punten 30,0 p. (71,0 m) + 27,5 p. (67,0 m) |

Amerikaanse Maagdeneilanden · Andorra · Argentinië · Australië · België · Bolivia · Bondsrepubliek Duitsland · Bulgarije · Canada · Chili · China · Chinees Taipei · Costa Rica · Cyprus · Denemarken · Duitse Democratische Republiek · Fiji · Filipijnen · Finland · Frankrijk · Griekenland · Groot-Brittannië · Guam · Guatemala · Hongarije · IJsland · India · Italië · Jamaica · Japan · Joegoslavië · Libanon · Liechtenstein · Luxemburg · Marokko · Mexico · Monaco · Mongolië · Nederland · Nederlandse Antillen · Nieuw-Zeeland · Noord-Korea · Noorwegen · Oostenrijk · Polen · Portugal · Puerto Rico · Roemenië · San Marino · Sovjet-Unie · Spanje · Tsjecho-Slowakije · Turkije · Verenigde Staten · Zuid-Korea · Zweden · Zwitserland